# Многофункциональная космическая система ретрансляции «Луч»

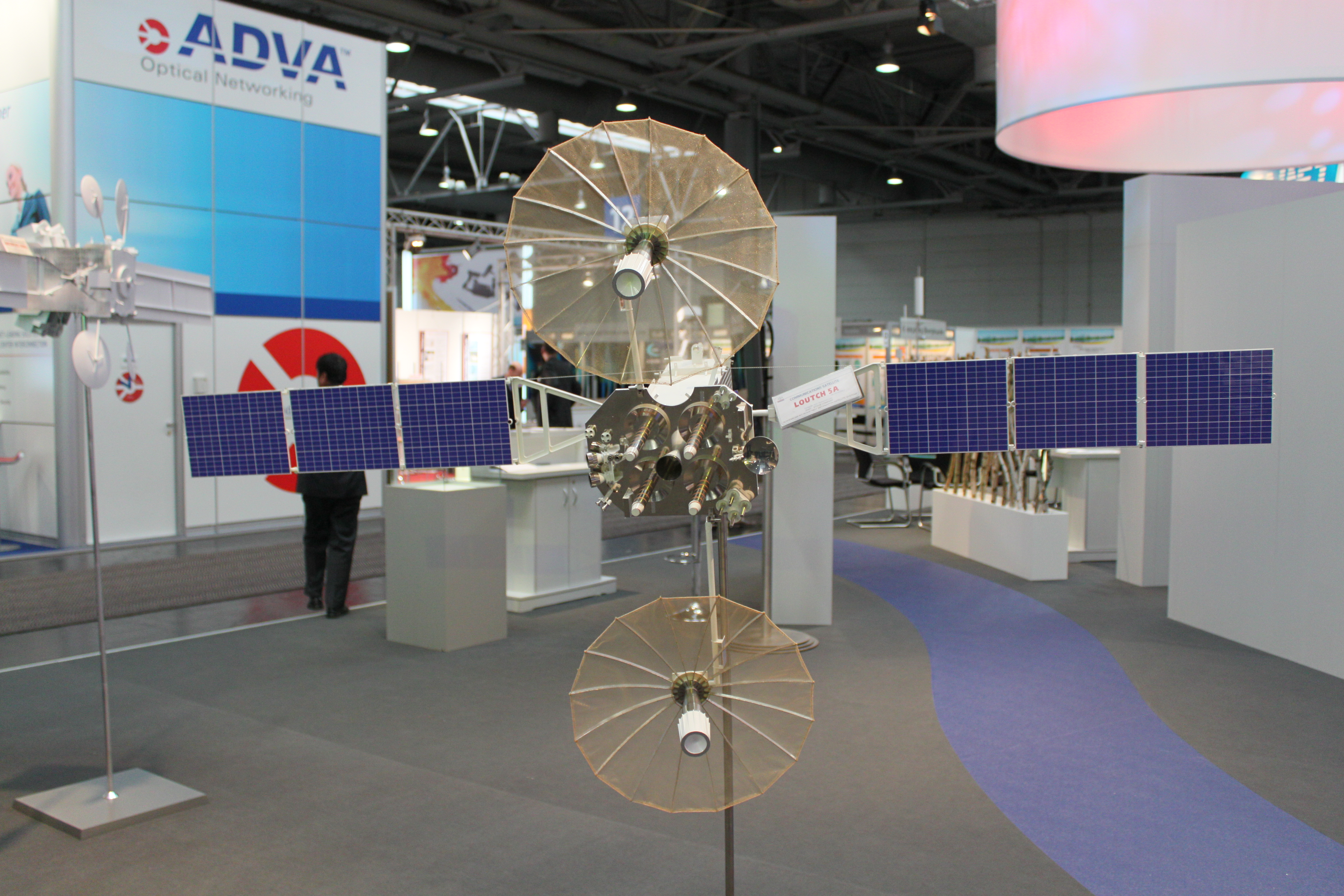
Модель КА Луч-5А на выставке CeBIT 2011

Многофункциональная космическая система ретрансляции (МКСР) «Луч» — спутниковая система ретрансляции для обеспечения связи с движущимися объектами вне зон видимости с российской территории. Система построена с использованием геостационарных спутников-ретрансляторов «Луч-5А», «Луч-5Б» и «Луч-5В» и пришла на смену первому поколению системы ретрансляции «Луч». На смену им планируются 2 КА "Луч-5ВМ" на базе «Луч-5В» в 2024-2025 годах, а после 2030 планируется модернизация системы.
КА-ретрансляторы системы МКСР работают с низколетящими спутниками с высотой орбит до 2000 км над поверхностью Земли, такими как пилотируемые космические комплексы, космические корабли и, а также ракеты-носители, разгонные блоки и др. КА «Луч» будут принимать от них информацию (как телеметрическую, так и целевую) на участках полета, находящихся вне зон видимости с территории России, и ретранслировать её в режиме реального времени на российские земные станции. В то же время, будет обеспечена возможность передачи команд управления на эти КА
Основной функционал МКСР:
- Обмен информацией различного вида, в том числе телевизионной;
- Ретрансляция телеметрической информации от ракеты-носителя, разгонных блоков и других объектов ракетно космической техники;
- Ретрансляция сигналов «Вызов НКУ» от НКА;
- Ретрансляция информации целевого назначения от НКА;
- Ретрансляция информации от автоматических станций гидрометеорологической системы Росгидромета;
- Ретрансляция сигналов автоматических радиобуев международной системы спасания «КОСПАС-САРСАТ»;
- Ретрансляция корректирующих сигналов для глобальной навигационной системы ГЛОНАСС;
- Ретрансляция сигналов российского сегмента МКС.

Как и КА предыдущей системы, все КА МКСР «Луч» будут построены АО «Информационные спутниковые системы» имени академика М. Ф. Решетнёва. Оператором МКСР «Луч» является АО «Спутниковая система „Гонец“». Управление КА осуществляется из ЦУП ЦНИИМаш.

## История
Первое поколение системы «Луч» основывалось на КА «Альтаир» и «Гелиос» и прежде всего предназначались для обеспечения двусторонней широкополосной связи с подвижными космическими, наземными и морскими объектами: кораблями ВМФ, космическими аппаратами и пилотируемыми комплексами (МКС, КК «Союз» и др.), а также передачи телеметрической информации с разгонных блоков и верхних ступеней ракет-носителей. Кроме того, КА «Луч» использовались для обмена ТВ новостями и программами между телецентрами и организации связи в чрезвычайных условиях и в труднодоступных районах.
После выхода из строя последнего из спутников «Гелиос», возникла необходимость разработки системы, которая бы отвечала современным требованиям ретрансляции и была бы основана на новых спутниковых платформах.
Разработка «Многофункциональной Космической Системы Ретрансляции „Луч“» на базе КА-ретрансляторов «Луч-5А» и «Луч-5Б» была включена в Федеральную космическую программу России на 2006—2015 годы. Позже к ним был добавлен СР «Луч-4» для обеспечения радиообмена с космическими аппаратами стартующими с космодрома «Восточный», который будет введен в эксплуатацию в 2014—2015 гг. Запуски с этого полигона будут производиться на восток, поэтому трассы движения ракет-носителей пройдут над Тихим океаном. КА «Луч-4», согласно первоначальным планам, должен был располагаться в точке 167° в.д. и отслеживать запуски на первом участке полета. Для этих целей СР «Луч-4» должен был быть построен на более тяжёлой платформе и обладать гигантской антенной. Однако, в декабре 2011 года Роскосмос заказал третий спутник из серии «Луч-5» — «Луч-5В», который согласно новым планам будет работать в точке стояния 167° в. д., вместо КА «Луч-4».
Проект спутника-ретранслятора «Луч-4» был переименован в КА «Енисей-Э1», который должен был быть запущен в конце 2015 года в рамках проекта «Енисей-А1». На этом новом спутнике предполагается проверка новых технологий, таких как крупногабаритные развёртываемые антенны, апогейные электрореактивные двигатели СПД-140 для подъёма орбиты с переходной до геостационарной, а также новый бортовой радиокомплекс экспериментальной системы персональной подвижной спутниковой связи (БРК ЭСППСС). В 2014 году АО «Информационные спутниковые системы» имени академика М. Ф. Решетнёва подало заявку на использование следующих радио частот для спутников семейства «Енисей-А1» (1 спутник «Енисей-Э1») и «Енисей-А2» (2 спутника «Енисей-Э2»): 2170-2200 МГц, 11450-11550 МГц, 1518-1525 МГц (космос-Земля) и 1980-2010 МГц, 14000-14100 МГц, 1668-1675 МГц (Земля-космос), что соответствует L-, S-, Ku-диапазонам спутниковой связи.
18 декабря 2015 года завершились лётные испытания системы «Луч» и государственная комиссия приняла решение о вводе её в эксплуатацию.
29 февраля 2016 года Государственная комиссия по радиочастотам отказала АО «Информационные спутниковые системы» имени академика М. Ф. Решетнёва в предоставлении радиочастот для проектов  «Енисей-А1» (1 спутник «Енисей-Э1») и «Енисей-А2» (2 спутника «Енисей-Э2») ввиду невозможности выделения частот (заседание ГКРЧ от 29 февраля 2016 года (протокол №16-36)), а именно:
- полосы частот 2170-2200 МГц и 1980-2010 МГц отданы под мобильную связь UMTS и LTE. Роскосмосу и Россвязи предлагается до конца 2016 года рассмотреть возможность совместного использования частот с операторами мобильной связи, работающими по стандартам UMTS и LTE на указанных частотах.
- полосы частот 14000-14100 МГц и 11450-11550 ранее выделены (решением ГКРЧ от 06.12.2004 №04-03-05-109[10]) для спутников ретрансляторов телевизионного сигнала (спутники Экспресс-АМ) и скорее всего могут использоваться и для спутников семейства Луч-5.
- полосы частот возможно выдать, так как их совместное использование с частотами для исследования космоса (пассивный режим) и метеорологическими частотами  для нужд подвижной спутниковой связи возможно согласно ППРФ №1203-47 от 18.09.2019[11].

1 ноября 2019 по словам первого заместителя генерального директора компании "Гонец" Олега Химочко решено модернизировать МКСР "Луч" в два этапа:
1. Запуск КА "Луч-5ВМ" (ранее "Луч-5М"), созданных на базе "Луч-5В" в 2024-2025 годах;
2. Проектирование и запуск КА нового поколения после 2030 года.

14 мая 2020 компания "Информационные спутниковые системы" (ИСС) им. академика М. Ф. Решетнева подписала контракт на разработку и изготовление спутника-ретранслятора "Луч-5ВМ" для запуска его в 2024 году.
30 июля 2020 с помощью ранее доставленного на МКС оборудования для подключения к МКСР "Луч" российский сегмент МКС подключили к широкополосному спутниковому каналу связи с Землей и избавились от необходимости использовать американские каналы связи.
13 марта 2023 с помощью РН «Протон-М» и разгонного блока Бриз-М запущен и успешно выведен на целевую орбиту спутник Луч-5Х (Олимп-К 2), который предназначен для отработки перспективных технологий ретрансляции и связи. Прошлый запуск похожего спутника Луч (Олимп-К) состоялся в 2014 году. Оба спутника не используются в МКСР "Луч".

## Принцип работы системы
В первую очередь, система МКСР будет обслуживать российский сегмент Международной космической станции. В настоящее время российский сегмент международной космической станции может напрямую взаимодействовать с ЦУПами в течение около 2,5 часов в сутки. Для связи в остальное время Россия покупает услуги американской системы Tracking and data relay satellite system (TDRSS), аналогичной МКСР.
МКСР «Луч» унаследовала точки стояния на геостационарной орбите от системы «Альтаир»: 16° з. д. над Атлантикой, 95° в. д. над Индийским океаном и 167° в.д. над Тихим океаном. В зоне их видимости будет находиться вся поверхность планеты за исключением полярных и приполярных областей. Таким образом, КА будут иметь возможность взаимодействовать с ЦУПами, расположенными на территории России, почти 100 % времени. Основной функционал МКСР:
- Обмен информацией различного вида, в том числе телевизионной;
- Ретрансляция телеметрической информации от ракеты-носителя, разгонных блоков и других объектов ракетно космической техники;
- Ретрансляция сигналов «Вызов НКУ» от НКА;
- Ретрансляция информации целевого назначения от НКА;
- Ретрансляция информации от автоматических станций гидрометеорологической системы Росгидромета;
- Ретрансляция сигналов автоматических радиобуев международной системы спасания «КОСПАС-САРСАТ»;
- Ретрансляция корректирующих сигналов для глобальной навигационной системы ГЛОНАСС;
- Ретрансляция сигналов российского сегмента МКС.

### Ретрансляторы СДКМ
МКСР «Луч» предусматривает установку специальных ретрансляторов для российской системы дифференциальной коррекции и мониторинга (СДКМ). Через эти ретрансляторы со специальных земных опорных станций будут передаваться дифференциальные поправки к измерениям, которые осуществляются по спутникам системы ГЛОНАСС. Это позволит увеличить точность измерения сигнала ГЛОНАСС до сантиметров на расстоянии до 200—400 км от станций коррекции (двухчастотные приемники) и до 1,5 — 3 метров на территории России. В то же время передается информация о целостности и качестве работы самих навигационных космических аппаратов. Это имеет большое значение для высокоскоростных потребителей (например гражданская авиация).
| Список КА МКСР «Луч»                    | Список КА МКСР «Луч» | Список КА МКСР «Луч»                | Список КА МКСР «Луч» | Список КА МКСР «Луч» | Список КА МКСР «Луч» | Список КА МКСР «Луч» | Список КА МКСР «Луч»          | Список КА МКСР «Луч» | Список КА МКСР «Луч»      | Список КА МКСР «Луч» |
| Название                                | Модель и Платформа   | Дата запуска                        | Орб. поз.            | Масса, кг            | Мощ. ПН, кВт         | САС, лет             | Ракета-носитель               | ПН и предназначение | Статус                    |                      |
| --------------------------------------- | -------------------- | ----------------------------------- | -------------------- | -------------------- | -------------------- | -------------------- | ----------------------------- | --- | ------------------------- | -------------------- |
| «Луч-5А»                                | «Экспресс-1000K»     | 11 декабря 2011                     | 167° в.д.            | 950                  | 1,5                  | 10                   | «Протон» (вместе с «AMOS-5»)  | 7 S и Ku, P/L (для «Коспас-Сарсат») и системы «Планета-С». Ретрансляция сигналов СДКМ. | Выведен на целевую орбиту |                      |
| «Луч-5Б»                                | «Экспресс-1000K»     | 03.11.2012                          | 16° з.д.             | 950                  |                      | 10                   | «Протон» (вместе с Ямал-300К) | 6 S-, Ku-диапазонов; + лазерно-радиотехнический канал связи. Ретрансляция сигналов СДКМ. | Выведен на целевую орбиту |                      |
| «Луч-5В»                                | «Экспресс-1000K»     | 28.04.2014                          | 95° в.д.             |                      |                      |                      | «Протон» (вместе с KazSat-3)  | 6 S-, Ku-диапазонов; + лазерно-радиотехнический канал связи. Ретрансляция сигналов СДКМ. | Запущен                   |                      |
| "Луч" (Олимп-К)                         |                      | 28.09.2014                          |                      |                      |                      |                      | «Протон» с Бриз-М             | Формально не входит в МКСР. | Запущен                   |                      |
| «Луч-5Х (Олимп-К 2)»                    |                      | 13.03.2023                          |                      |                      |                      |                      | «Протон» с Бриз-М             | Предназначен для отработки перспективных технологий ретрансляции и связи. Формально не входит в МКСР, как и его предшественник Луч (Олимп-К), запущенный в 2014 году.                                                                                | Запущен                   |                      |
| «Луч-5ВМ» №1                            | «Экспресс-1000K»     | 2024                                |                      |                      |                      | 15                   |                               | 6 S-, Ku-диапазонов; + лазерно-радиотехнический канал связи. Ретрансляция сигналов СДКМ. | Проектируется             |                      |
| «Луч-5ВМ» №2                            | «Экспресс-1000K»     | 2025                                |                      |                      |                      | 15                   |                               | 6 S-, Ku-диапазонов; + лазерно-радиотехнический канал связи. Ретрансляция сигналов СДКМ. | Проектируется             |                      |
| «Енисей-Э1» (ранее «Луч-4») (Енисей-А1) | «Экспресс-2000»      | конец 2015 / 2016-2018 / после 2030 | 95° в.д.             | 3000                 |                      | 12-15                | «Протон» с Бриз-М             | 6 S-, Ku-, и 1 P/L (для «Коспас-Сарсат») и системы «Планета-С». Также будет оборудован межспутн. каналом ретрансляции в Ka-диапазоне и эксперим. стволом системы персональной мобильной спутниковой связи в S-диапазоне. Ретрансляция сигналов СДКМ. | Перенесён или отменён     |                      |
| «Енисей-Э2» №1 (Енисей-А2)              |                      | 2023-2025 / после 2030              | 167° в.д.            |                      |                      | 15                   |                               | 6 S-, Ku-, и 1 P/L (для «Коспас-Сарсат») и системы «Планета-С». Также будет оборудован межспутн. каналом ретрансляции в Ka-диапазоне и эксперим. стволом системы персональной мобильной спутниковой связи в S-диапазоне. Ретрансляция сигналов СДКМ. | Перенесён или отменён     |                      |
| «Енисей-Э2» №2 (Енисей-А2)              |                      | 2023-2025 / после 2030              | 16° з.д.             |                      |                      | 15                   |                               | 6 S-, Ku-, и 1 P/L (для «Коспас-Сарсат») и системы «Планета-С». Также будет оборудован межспутн. каналом ретрансляции в Ka-диапазоне и эксперим. стволом системы персональной мобильной спутниковой связи в S-диапазоне. Ретрансляция сигналов СДКМ. | Перенесён или отменён     |                      |

## Пользователи системы
В декабре 2015 система МСКР с КА серии «Луч» принята в опытную эксплуатацию.
Управление КА осуществляется из ЦУП ЦНИИМаш, оператором системы является АО «Спутниковая система «Гонец».

### МКС
Развёртывание клиентского оборудования на МКС началось с создания экспериментальной аппаратуры антенно-фидерного устройства единой командно-телеметрической системы служебного модуля. Она нужна для оценки реальных характеристик радиолинии «борт» — «спутник-ретранслятор». Создание данного устройства столкнулось со сложностями из-за отсутствия на служебном модуле термостабилизированных рабочих мест. Устройство было создано специалистами ЗАО «Меркурий» при участии РКК «Энергия», один из экземпляров был установлен установлен на комплексном стенде СМ РС МКС, другой был доставлен на МКС.
19 июня 2014 Александр Александрович Скворцов и Олег Германович Артемьев во время выхода в открытый космос смонтировали блок антенны с фазированной решёткой для работы через спутники «Луч». Антенна была установлена между II и III плоскостью кольцевого поручня рабочего отсека большого диаметра служебного модуля «Звезда». Во время установки возникли сложности с одним из крепёжных элементов, которые потребовали установки дополнительного зажима, это было сделано 18 августа 2014 во время следующего выхода.
В 2019-м на МКС было доставлено новое оборудование для подключения к КА "Луч-5".
30 июля 2020 с помощью ранее доставленного на МКС оборудования для подключения к МКСР "Луч" российский сегмент МКС подключили к широкополосному спутниковому каналу связи с Землей и избавились от необходимости использовать американские каналы связи. Подключение выполнено к двум спутникам и не является круглосуточным после подключении 3-го спутника связь будет стабильней со скоростью до 105 МБит\с и будет доступна почти всегда на протяжении всего 92-хминутного витка МКС вокруг планеты Земля.

### Корабли «Союз МС» и «Прогресс МС»
На кораблях серий «Союз МС» и «Прогресс МС» устанавливается комплект бортовой радиоаппаратуры ЕКТС, которая способна работать с системой ретрансляции «Луч». Спутниковый контур управления и контроля позволяет обмениваться информацией с кораблём в течение 83 % суточного полёта при задействовании всех трёх спутников-ретрансляторов. Первый сеанс связи состоялся 21 декабря 2015 с кораблём Прогресс МС-01.

### Земные станции спутниковой связи
- Проведение телемостов (видеоконференций);
- Обмен телевизионными новостями и программами между телецентрами;
- Проведение видеорепортажей;
- Передача данных с информационной скоростью до 15 Мбит/с в прямом и обратном каналах (дуплексный канал).

Существуют в двух исполнениях ЗССС "Луч исполнение 01" и ЗССС "Луч исполнение 02", также проектируется новое "перспективное" исполнение, параметры для сравнения приведены ниже:
|                                                                     | исполнение 01                                                          | исполнение 02 | перспективное                                           |
| ------------------------------------------------------------------- | ---------------------------------------------------------------------- | --- | ------------------------------------------------------- |
| Диапазон рабочих частот (приём\передача):                           | Ku \ Ku                                                                | Ku \ Ku |                                                         |
| Скорость приема/передачи, Мбит/с, до                                | 15                                                                     | 15 |                                                         |
| Диаметр рефлектора, м                                               | 1                                                                      | 2,4 |                                                         |
| Тип антенны                                                         | офсетная                                                               | прямофокусная (параболическая) |                                                         |
| Мощность приемопередатчика, Вт                                      | 30                                                                     | 100 |                                                         |
| Интерфейс управления                                                | RS-485/Ethernet                                                        | RS-485/Ethernet |                                                         |
| Тип опорно-поворотного устройства                                   | азимутально-угломестное ручного наведения                              | азимутально-угломестное моторизованное |                                                         |
| Диапазон перемещений антенны, градусы (по азимуту \ по углу места): | +/-90° \ 0...90°                                                       | +/-85° \ 0...60° |                                                         |
| Электропитание от сети перем. тока 50 Гц, В                         | 220+10/-15%                                                            | 220+10/-15% |                                                         |
| Исполнение                                                          | Офсетная антенна с ручными регулировками опорно-поворотного устройства | Радиочастотное оборудование станции размещается в серверной стойке. Параболическая антенна в виде "тарелки" с удалённым управлением опорно-поворотным устройством. | Всё оборудование будет помещаться в 3 компактных кейса. |